# Строля, Мантас
Мантас Строля (лит. Mantas Strolia; род. 28 февраля 1986, Игналина) — литовский лыжник, участник Олимпийских игр в Ванкувере. Специалист спринтерских гонок.

## Карьера
В Кубке мира Строля дебютировал в 2007 году, с тех пор в личных гонках не поднимался выше 33-го места и кубковых очков не завоёвывал. Лучшим достижением Строли в общем итоговом зачёте Кубка Скандинавии является 76-е место в сезоне 2006-07.
На Олимпиаде-2010 в Ванкувере занял 46-е место в спринте и 18-е место в командном спринте.
На чемпионате мира 2009 года был 21-м в командном спринте, 60-м в спринте и 73-м в гонке на 15 км классикой.
Использует лыжи производства фирмы Fischer.